# ダイナマイトバンプ
ダイナマイトバンプは、日本のニューハーフプロレス団体。コンセプトは「なにもやることが無い奴はプロレスをやれ」、「男より強く女より美しく」。

## 特徴
参加資格は20歳以上の健康なニューハーフと女装子。

## 歴史
2008年、ターザン後藤が経営している居酒屋「ファイト倶楽部」にレモン（望月れいな）が訪れて後藤にターザン後藤一派でマネージャーをやりたい旨を話した際、後藤から「プロレスをやらないか」と言われて設立。
代表に演歌歌手の茜ちよみ、コーチに後藤が就任。初期メンバーはレモン、レモンの盟友であり姉妹であるみかん（望月あんな）、マロン（望月りんか）、ゆき。第2期メンバーはピーチ（桃井かなこ）、ライム（まり）、キャロット（しずか）。
- 2008年12月25日、居酒屋「ファイト倶楽部」で旗揚げ戦を開催。
- 2010年1月、スーパーFMWに吸収合併された。

## タイトル
- ニューハーフ世界王座

## 所属選手
- 鮎川れいな
- 望月りんか
- 猪熊ユカ